# Mutulus

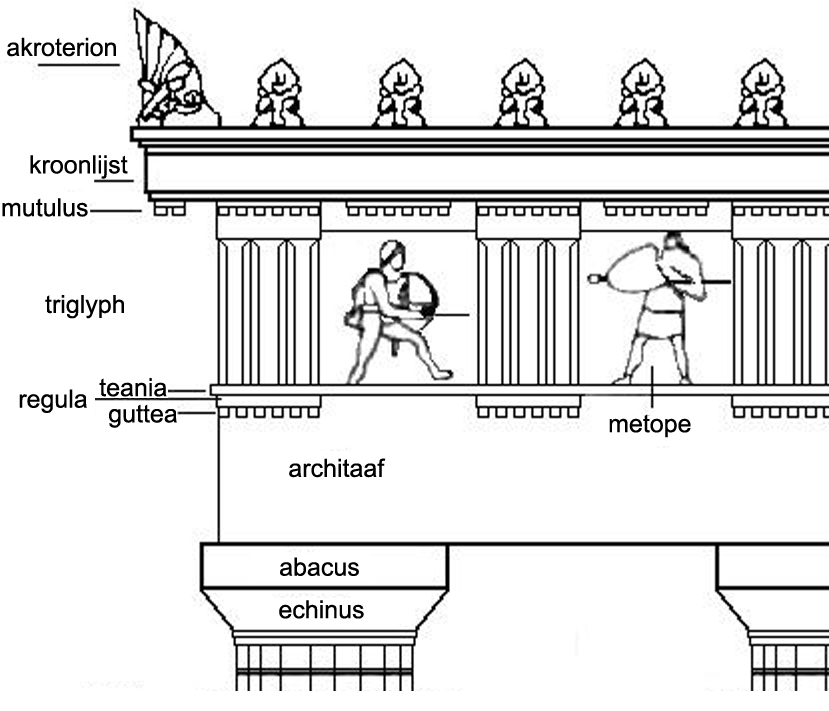
Detaillering hoofdgestel Griekse tempel

De mutulus werd toegepast in de Dorische orde. Hiermee worden stenen platen aan de onderzijde van de kroonlijst aangeduid.
Er bevonden zich mutuli boven elk triglief en midden boven elke metope. De onderzijde van de kroonlijst tussen de mutuli moest volgens Vitruvius vlak blijven of worden voorzien van gebeeldhouwde bliksemschichten.
Onder de mutulus werden guttae, druppels, geplaatst ter versiering van deze plaat. In het vooraanzicht van de mutulus zijn er 6 rijen guttae, in de diepte 3. De onderzijde van de mutulus maakt een hoek ten opzichte van de onderzijde van de kroonlijst. Volgens Vitruvius deed men dit om aan te geven dat de mutuli een representatie van de cantherii, hoofddakbalken, waren uit de tijd dat tempels nog voornamelijk van hout werden gebouwd.